# 李强华
李强华（？—），男，中华人民共和国外交官，现任中华人民共和国驻桑给巴尔总领事。

## 生平
李强华曾任驻乌干达大使馆政务参赞、外交部国外工作局参赞和驻斯洛文尼亚大使馆政务参赞。2024年12月，出任中华人民共和国驻桑给巴尔总领事。